# Mário Filho

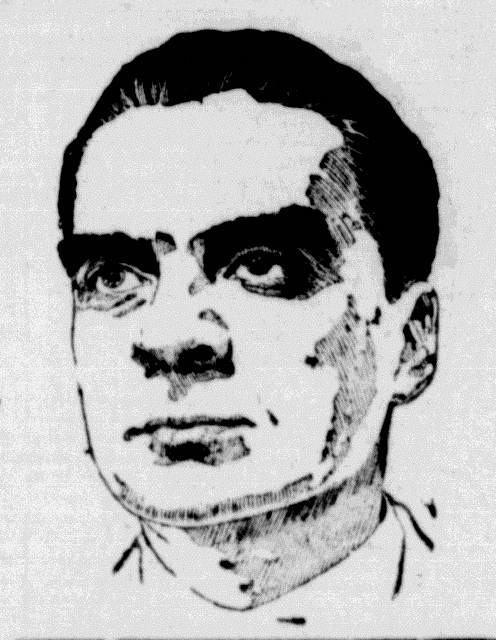
Mário Filho (1950)

Mário Leite Rodrigues Filho (Recife, 3 de junio de 1908-Río de Janeiro, 17 de septiembre de 1966), conocido como Mário Filho, fue un periodista y escritor brasileño. Es hermano del dramaturgo Nelson Rodrigues. Está considerado el impulsor del periodismo deportivo en Brasil, razón por la que el estadio de Maracanã fue renombrado en su honor cuando falleció.

## Biografía
Mário Filho procede de una familia de amplia tradición periodística. Su padre Mário Rodrigues (1885-1930) fue un importante editor de prensa en Pernambuco y después en Río de Janeiro. Por otro lado, su hermano menor Nelson Rodrigues (1912-1980) también fue periodista y se destacó como uno de los dramaturgos más influyentes de Brasil.
Filho empezó a trabajar en 1926 en los diarios de su padre, primero en A Manhã y después en Crítica, como cronista deportivo. En una época en la que su especialidad no estaba muy desarrollada, dedicó páginas enteras a la cobertura de los equipos de fútbol más importantes del campeonato Carioca. Su estilo era directo y conciso, inspirado en el lenguaje de los aficionados, y utilizó nuevos términos que calaron en la sociedad.
Tras la muerte de su padre, en 1931 creó el primer periódico de Brasil dedicado al deporte, Mundo Esportivo. Ese mismo año ingresó en la redacción de O Globo, la cabecera más importante del país, propiedad del empresario Roberto Marinho. Con su estilo habitual, consiguió acercar el fútbol —entonces considerado una actividad de élite— a las clases más desfavorecidas. Un ejemplo fue el uso del término «Fla-Flu», referido a los duelos de máxima rivalidad entre el Flamengo y el Fluminense. Aunque él no inventó esa expresión, la popularizó con el objetivo de ganar lectores e incluso sorteó premios entre los grupos de animación más creativos.
Un año después, Mundo Sportivo auspició el primer concurso de escuelas de samba para el Carnaval de Río. La iniciativa fue idea del periodista Carlos Pimentel y sirvió para cubrir los meses de menor información deportiva por la falta de torneos. Con el paso del tiempo, los carnavales se convirtieron en uno de los mayores atractivos turísticos de Río de Janeiro.
Roberto Marinho se hizo en 1936 con la cabecera Jornal dos Sports y nombró director a Filho para convertirla en la referencia de la prensa deportiva nacional. A finales de la década de 1940 fue impulsor de la construcción del actual Estadio de Maracanã para la Copa Mundial de Fútbol de 1950; aunque el diputado Carlos Lacerda lo quería erigir en Jacarepaguá, Filho convenció a la opinión pública para que se edificase en los terrenos del antiguo Derby Club, en el barrio céntrico de Maracanã. Cuando fue inaugurado el 24 de junio de 1950 tenía un aforo de 150 000 espectadores, el mayor de la época. También apoyó la creación de los «Juegos de la Primavera» para el deporte femenino (1947) y la recuperación del Torneo Río-São Paulo en 1950.
Ya consagrado en la escena periodística, Filho escribió seis libros relacionados con el fútbol, así como varias novelas. Su obra de referencia es El negro en el fútbol brasileño (1947), en el que describe el carácter elitista de este deporte en sus inicios y la importancia que tuvieron los deportistas negros en su popularización.
Mário Filho falleció de un infarto de miocardio el 17 de septiembre de 1966, a los 58 años. En su honor, el estadio de Maracanã fue renombrado Estádio Jornalista Mário Filho. Su hermano Nelson Rodrigues le definió en el funeral como «el creador de multitudes».
En 2021, la asamblea legislativa de Río de Janeiro aprobó renombrar el estadio Maracanã en honor a Pelé, tres veces campeón de la Copa Mundial con Brasil. La propuesta generó un amplio rechazo entre parte de la sociedad civil brasileña, incluyendo una campaña organizada por la familia del periodista, por lo que el parlamento regional terminó descartando el proyecto.